# Lakšárska Nová Ves
Lakšárska Nová Ves este o comună slovacă, aflată în districtul Senica din regiunea Trnava. Localitatea se află la altitudinea de 233 m deasupra n.m., se întinde pe o suprafață de 36,93 km2 și în 2017 număra 1.111 locuitori.

## Istoric
Localitatea Lakšárska Nová Ves este atestată documentar din 1296.

## Demografie
| An:                | 1994 | 2004   | 2014   | 2024   |
| ------------------ | ---- | ------ | ------ | ------ |
| Număr de persoane: | 996  | 1025   | 1077   | 1099   |
| Diferență:         |      | +2,91% | +5,07% | +2,04% |

| An:                | 2023 | 2024   |
| ------------------ | ---- | ------ |
| Număr de persoane: | 1103 | 1099   |
| Diferență:         |      | −0,36% |